# Brestača
Brestača is een plaats in de gemeente Novska in de Kroatische provincie Sisak-Moslavina. De plaats telt 969 inwoners (2001).